# Fammi volare
Fammi volare (Radio version) è un singolo dell'artista italiano Roby Facchinetti, pubblicato il 10 settembre 2020, come secondo singolo apripista del triplo album Inseguendo la mia musica.

## Descrizione
Il brano parla di un viaggio fantastico che racconta il mondo visto dall'alto, con una visione completamente diversa del nostro mondo.
Anche di questa canzone, come la precedente, la musica è stata scritta da Facchinetti, mentre il testo è stato scritto da Stefano D'Orazio, altro ex membro dei Pooh.
Il singolo è stato abbreviato, rispetto al brano presente nell'album, per esigenze radiofoniche.

## Video musicale
Il video musicale è stato trasmesso in streaming sul canale YouTube dell'artista il 10 settembre 2020.